# Labium wahli
Labium wahli là một loài tò vò trong họ Ichneumonidae.